# Rajd Polski 1925
Rajd Polski 1925 (a właściwie Polski Raid Samochodowy) – odbył się w dniach 4-11 lipca 1925 roku, w siedmiu etapach. Komandorem rajdu był inż. Tadeusz Heyne. W rajdzie uczestniczyło 17 załóg. Trasa rajdu: Warszawa – Wilno – Słonim – Tarnopol – Morskie Oko – Płock – Bydgoszcz – Warszawa. Podczas rajdu w rozegrano tzw. "kilometr lancé" czyli wyścig na dystansie 2 kilometrów z wcześniejszym rozbiegiem, wygrany przez Charlesa Bettaque.

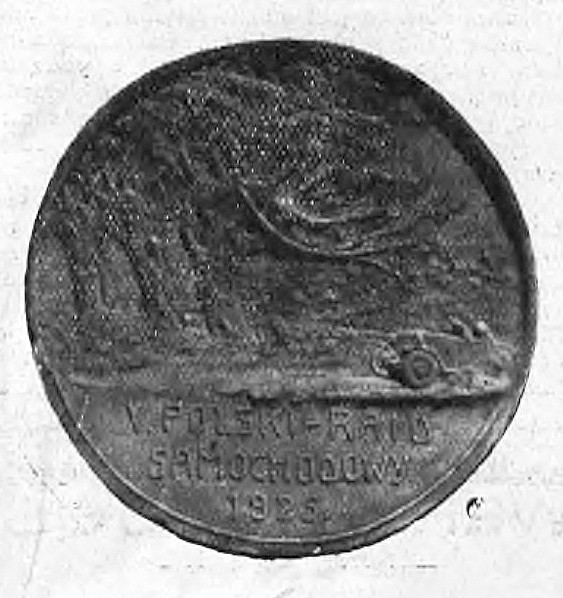
Odznaka Rajdu Polski 1925, projekt Jan Małeta

Podczas tego rajdu po raz pierwszy w historii wystąpiły dwie marki samochodów wyprodukowanych w Polsce, mianowicie Ralf-Stetysz – auto konstrukcji Stefana Tyszkiewicza i CWS T-1 – samochód zbudowany w Centralnych Warsztatach Samochodowych. Jeden z nich mianowicie Ralf Stetysz, auto z numerem 10, ukończył cały rajd i zajął jedenaste (ostatnie) miejsce.

## Wyniki końcowe rajdu
| Miejsce | Kierowca              | Samochód                         |
| ------- | --------------------- | -------------------------------- |
| 1       | (?) Charles Bettaque  | Austro-Daimler                   |
| 2       | Henryk Liefeldt       | Austro-Daimler ADM Sport Torpedo |
| 3       | László Ede Almásy     | Steyr                            |
| 4       | Euzebiusz Dzierliński | Citroen                          |
| 5       | Henryk Koch           | Rochet-Schneider                 |
| 6       | H. Empacher           | Rochet-Schneider                 |
| 7       | Pfeiffer              | Steyr                            |
| 8       | Paweł Bitschan        | FN                               |
| 9       | Stanisław Hahn        | FN                               |
| 10      | Wysocki               | Citroen                          |
| 11      | Stefan Tyszkiewicz    | Ralf-Stetysz                     |